# Östermalm, Luleå
Den här artikeln handlar om stadsdelen i Luleå. För andra betydelser, se Östermalm.
Östermalm är en stadsdel i Luleå. Östermalm gränsar i väster till Innerstaden (längs järnvägen), i norr mot Bergviken (längs Svartövägen), och i öster mot Skurholmsfjärden.  Den första stadsplanen för Östermalm fastställdes 1886.
Nordöst om stadsdelen, på andra sidan Lulsundskanalen,  ligger en äng som populärt kallas Golfängen.
Buss
Luleå Lokaltrafiks busslinjer 2, 3 och 7 samt en nattbuss passerar området.